# Politica agraria del fascismo italiano
La politica agraria del fascismo italiano comprende l'insieme di obiettivi ed azioni politiche, riforme legislative, ed il complesso dei provvedimenti progettati e/o messi in atto in Italia nel campo agrario durante il fascismo. Dopo la Prima Guerra Mondiale, forti tensioni sociali e scontri interessarono anche le zone rurali. Il nascente movimento fascista giocò un ruolo fondamentale nel reprimere le istanze socialiste nelle campagne con l'appoggio dei piccoli e grandi proprietari terrieri. Dopo la salita al potere, le politiche agricole fasciste perseguirono obiettivi in risposta ai gruppi di interesse principali e al ciclo economico. Alcune misure miravano a garantire i redditi dei proprietari terrieri e ridurre i costi di gestione; il regime favorì anche forme di conduzione agricola stabili come la mezzadria e promosse l'intensificazione del lavoro dei coloni e dei braccianti. 
La "battaglia del grano" del 1925 fu una grande campagna per raggiungere l'autosufficienza nella produzione di cereali, con l'obiettivo di migliorare l'economia agricola e rafforzare la posizione della lira. Nel 1928, Mussolini avviò un piano di "bonifica integrale" per recuperare terre incolte e migliorare l'occupazione nelle campagne. Tuttavia, i fondi stanziati non furono sufficienti e molti progetti non furono completati. La resistenza dei grandi proprietari terrieri ostacolò i progetti più innovativi, mantenendo la disparità tra nord e sud. Il settore agricolo del meridione soffrì particolarmente durante il periodo, per effetto delle scelte politiche e del contesto economico internazionale. 

Su scala nazionale, nel breve periodo, le politiche agrarie fasciste ottennero risultati positivi soprattutto nella produzione di cereali, ma a lungo termine ostacolarono lo sviluppo di un'agricoltura intensiva e non riuscirono a trasformare radicalmente il settore agricolo. Furono anche poco efficaci nel contrastare il collasso dei consumi alimentari degli italiani, causato dalla crisi economica degli anni 1930.

Benito Mussolini in una foto propagandistica per sostenere la Battaglia del grano.

## Avvento e consolidamento del fascismo

### Situazione alla fine della prima guerra mondiale

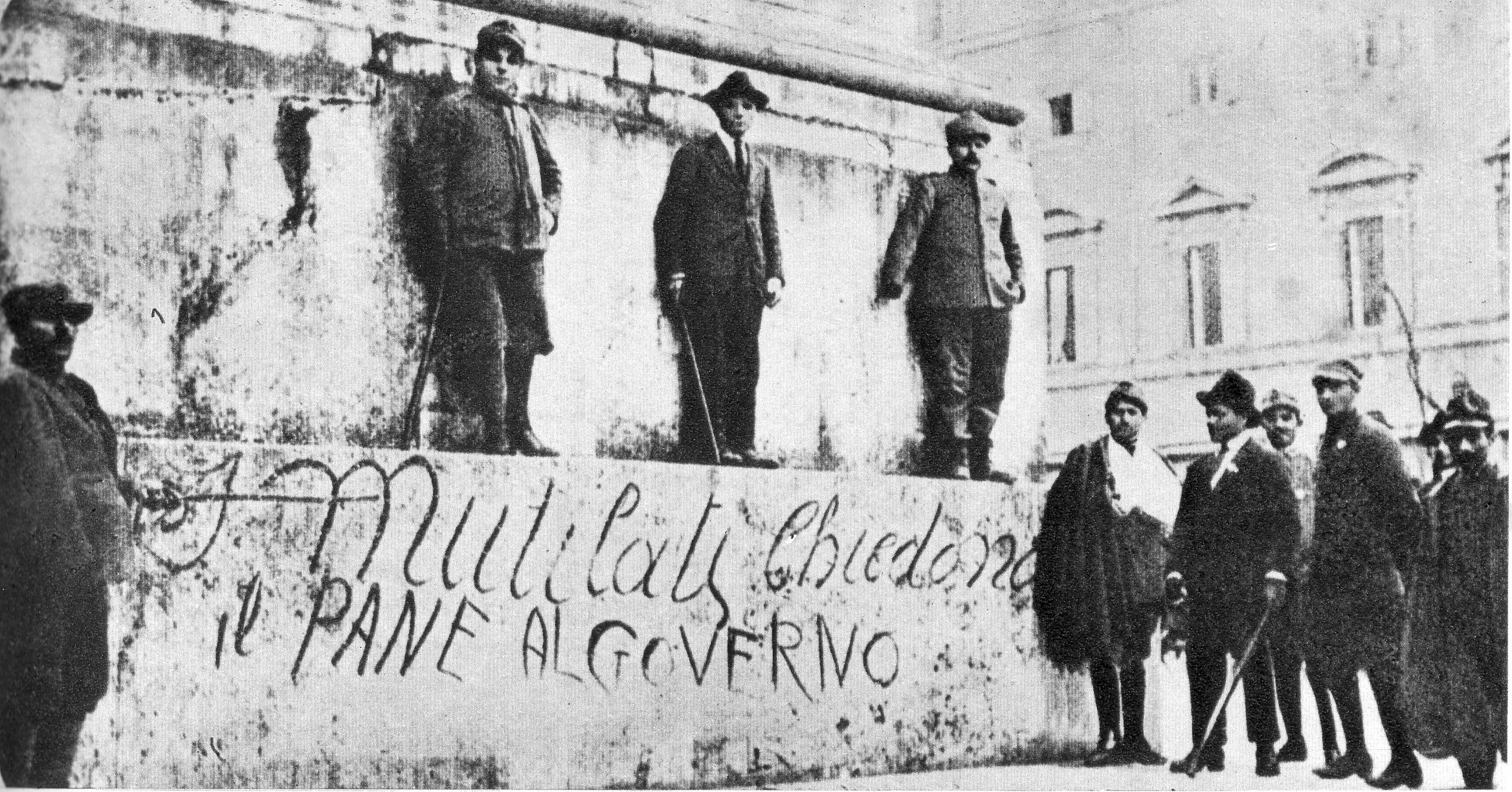
Protesta di mutilati, due in uniforme, a Roma (1920).

La Prima Guerra Mondiale diede un forte impulso alla crescita del settore industriale a scapito di quello agricolo, influenzando le politiche economiche e gli investimenti pubblici e privati. D'altro canto la forte inflazione causata dal conflitto cancellò molti debiti e ipoteche: questo permise a ex mezzadri e piccoli affittuari di acquistare terre e diventare proprietari. Dal 1919, molti contadini divennero così coltivatori autonomi. I proprietari terrieri che non erano agricoltori e i braccianti trovarono pochi vantaggi dalla situazione. Nello stesso tempo, l'Italia aveva aumentato il proprio fabbisogno di importazioni di prodotti agricoli.
Dopo la guerra, i lavoratori giornalieri mostrarono grande spirito combattivo, specialmente nelle regioni della pianura padana. Dietro una generale spinta verso una cosiddetta "socializzazione della terra", tra il 1919 e il 1920, il principale sindacato agricolo, la Federterra, riuscì a coordinare le azioni dei lavoratori giornalieri e dei piccoli affittuari. La Federterra ottenne crescenti concessioni dai grandi proprietari terrieri e dai grandi affittuari, con l'obiettivo di rendere i contratti agricoli così onerosi da indurli a cedere la gestione delle loro terre alle organizzazioni dei lavoratori. In Emilia, Lombardia e Veneto, i nuovi piccoli proprietari preferirono spesso allearsi con i grandi proprietari terrieri per sfuggire al controllo sindacale e migliorare le proprie condizioni lavorative. Nel frattempo, i sindacati perseguivano una politica di "bracciantizzazione" che mirava a integrare i piccoli affittuari e mezzadri come lavoratori salariati. Questa politica si scontrò con il desiderio dei contadini di possedere piccole proprietà individuali. In alcune aree, i braccianti, che volevano socializzare le terre, si trovarono isolati dal resto della popolazione contadina.
Nelle regioni meridionali, la fame ancestrale di terra dei contadini, stimolata dalle promesse della propaganda degli ultimi mesi di guerra, portò a occupazioni disordinate delle proprietà. Il governo tentò di regolare queste occupazioni attraverso i decreti Visocchi del settembre 1919, senza però attuare una riforma agraria organica: le assegnazioni vere e proprie furono di poco conto.
In questa fase di forti tensioni e trasformazioni sociali, che passa sotto il nome di biennio rosso, crebbero il confronto e gli scontri tra le leghe sindacali bianche e rosse e i grandi proprietari terrieri. Nel 1920 a Roma le due principali associazioni di proprietari terrieri  ( la Società degli Agricoltori Italiani e la Confederazione Nazionale Agraria) si riunirono in Confagricoltura (Confederazione Generale dell'Agricoltura). Tuttavia, a differenza degli industriali, i proprietari terrieri non riuscirono a formare un fronte coeso di interessi. Settori più consapevoli politicamente dell'imprenditoria agricola cercarono soluzioni alternative.

### Fascismo e relazioni agrarie
La relazione tra il movimento fascista e coloro che avevano in mano l’economia agraria, la cosiddetta classe agraria, giocò un ruolo importante nell’ascesa del Fascismo. Durante le tensioni del Bienno Rosso, entro la fine del 1920, i proprietari terrieri del nord e del centro Italia volevano eliminare l'influenza delle leghe contadine, delle cooperative rurali e del diffuso controllo socialista sui governi locali. Nel 1921 e 1922 temevano che la sinistra socialista e il nascente Partito Comunista potessero riprendersi se la pressione fosse allentata.

Squadra fascista a Lucca, 1922.

I fascisti ricevettero sostegno finanziario e logistico dai proprietari terrieri e dalle autorità militari per condurre spedizioni punitive contro i socialisti, mentre promettevano alle élite agrarie e industriali di non alterare lo status quo del settore agricolo, ma solo la distribuzione del potere politico. Il movimento fascista aveva due obiettivi principali nelle campagne italiane: attrarre mezzadri e coloni desiderosi di ottenere terre individualmente, e distruggere il potere delle organizzazioni sindacali come le camere del lavoro e la Federterra. Entro la fine del 1921, i fascisti avevano condotto numerose azioni violente, tra cui invasioni, saccheggi, incendi e scioglimenti forzati di cooperative e enti di consumo. Molti dirigenti socialisti furono aggrediti o uccisi dalle squadre fasciste.
Il fascismo rurale era molto organizzato e intransigente, ma riuscì a prevalere grazie alla complicità di alcuni organi di governo locali e delle forze dell'ordine. Inoltre, i socialisti massimalisti, nonostante le dichiarazioni rivoluzionarie, non erano in grado di opporsi efficacemente ai fascisti né considerarono l'opportunità di cercare il supporto dei mezzadri, fittavoli e piccoli coltivatori del centro-nord Italia, che invece spesso sostenevano il movimento fascista o si allontanavano dai sodalizi cattolici.
Con l’avvento del fascismo al potere, le politiche agricole fasciste beneficiarono principalmente i grandi proprietari terrieri e le aziende agroalimentari del Nord Italia, eliminando la minaccia delle leghe contadine socialiste. Dopo il consolidamento del regime, la relazione col mondo agrario rimase cruciale. Le organizzazioni sindacali fasciste contadine furono deboli rispetto alle associazioni agrarie. Il fascismo rurale trovò sostegno anche tra piccoli proprietari terrieri e affittuari che risentivano dell'influenza socialista, mentre nelle province con forti organizzazioni socialiste (specialmente al nord) la repressione fascista fu particolarmente vigorosa. Nel 1923 il governo abrogò le leggi che nel 1919 avevano introdotto le prime misure di sicurezza sociale ai lavoratori agricoli.

## Politiche

### Orientamenti generali
La politica agraria del regime fascista si richiamava formalmente ai principi originali del movimento di compartecipazione e solidarietà tra capitale e lavoro. Proponeva come obiettivi generali il garantire i redditi dei proprietari terrieri e ridurre i costi di gestione, oltre i benefici della meccanizzazione che cominciava a diffondersi. Il regime puntava a intensificare il lavoro dei coloni e dei braccianti. Inoltre, incoraggiava il ritorno ai contratti di piccolo affitto e di mezzadria.
L'evoluzione delle politiche per il settore agricolo fu in realtà influenzata dai cicli economici del periodo: dalla fine della guerra al 1926 ci fu una ripresa economica e forte inflazione. Durante la fase liberista, il governo Mussolini cercò di razionalizzare il mercato e la distribuzione per contenere i prezzi. Nel 1926 il governo rivalutò la lira, causando un collasso dei prezzi (deflazione). La grade depressione del 1929 raggiunse anche l'Italia e causò una crisi economica profonda, con forte disoccupazione, che avviò scelte di economia autarchica. Successivamente, la preparazione alla guerra divenne il principale obbiettivo.
Dopo la svolta monetaria deflattiva del 1925-1926, i prezzi agricoli crollarono (ad esempio, il prezzo del grano scese da 200 a 140 lire al quintale tra il 1926 e il 1927), portando a una riduzione degli investimenti privati nelle campagne. Di conseguenza, il regime favorì le forme di conduzione agricola più stabili e tradizionali, come la colonia e la mezzadria. Questo approccio portò a una maggiore frammentazione delle terre, favorendo la creazione di piccole proprietà contadine e la crescita dell'area complessiva destinata alla produzione di autoconsumo. Secondo i censimenti, le categorie degli affittuari e dei mezzadri aumentarono: gli affittuari passarono dal 7% al 18% tra il 1921 e il 1936, mentre i mezzadri salirono dal 15% al 19%.
La crisi degli anni '30 colpì pesantemente l'agricoltura, in Italia come altrove. Gli investimenti pubblici favorirono (come in altri paesi) la ripresa industriale. In campo agricolo prevalsero misure per promuovere l’autosufficienza alimentare e la produzione nazionale di cereali, compromettendo il riavvio delle esportazioni, rimodellando le coltivazioni e riorganizzando la distribuzione tramite un crescente ruolo statale. In questo periodo, il potere d’acquisto delle fasce sociali più basse si deteriorò, riducendo i consumi. Per evitare i costi dell’intermediazione commerciale, il governo fascista regolamentò la distribuzione, riducendo la presenza privata e potenziando le istituzioni cooperative come la Federconsorzi. Con l'avvio dell'autarchia nel 1936 e la "disciplina totalitaria dei prezzi", il governo bloccò i prezzi. La partecipazione dell'Italia alla guerra accentuò questa tendenza statalista del settore agricolo, ma non riuscì a impedire la diffusione del mercato nero e l’aumento dei prezzi.

### Battaglia del grano

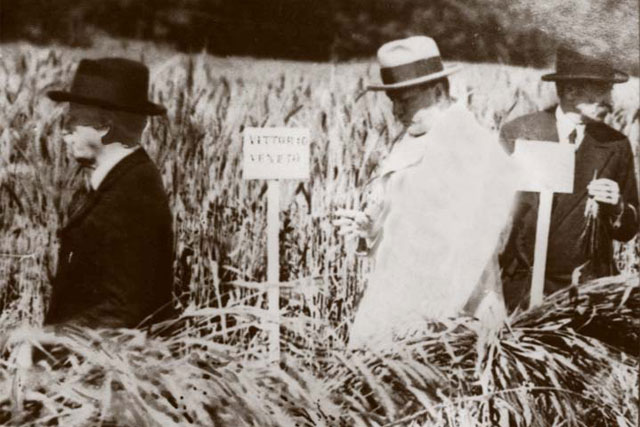
Nazzareno Strampelli con Benito Mussolini e Vittorio Emanuele III alle coltivazioni sperimentali di Rieti.

Nel 1925, l'Italia affrontava un crescente deficit nella bilancia commerciale a causa delle importazioni di grano, che costituivano il 15% del totale delle importazioni. Il governo Mussolini stava preparando un ri-orientamento della politica economica, volto al rientro della lira nel sistema dei pagamenti internazionali e al rafforzamento delle industrie avanzate.

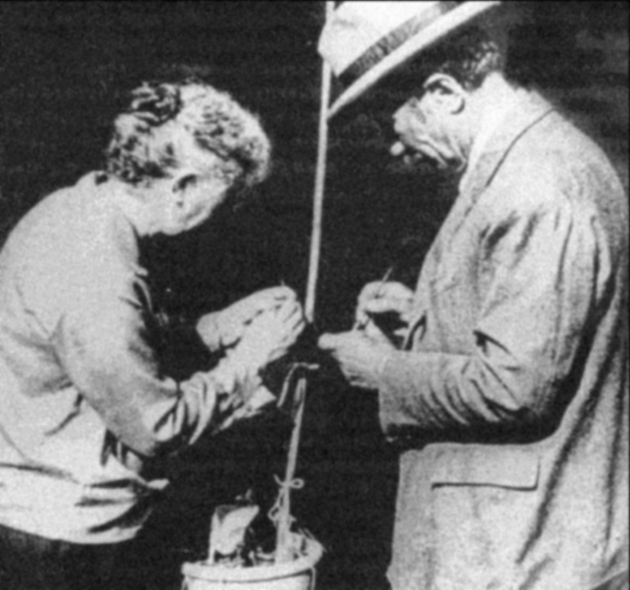
Nazzareno Strampelli e sua moglie - nonché sua assistente - Carlotta Parisani lavorano ad un'ibridazione.

In questo contesto Mussolini lanciò la "battaglia del grano", una campagna sostenuta da propaganda di massa volta a raggiungere l'autosufficienza nella produzione cerealicola. Questa iniziativa aveva due scopi strettamente collegati: da un lato, migliorare l'economia agricola riducendo le importazioni di grano e, dall'altro, rafforzare la posizione della lira sul mercato internazionale. La battaglia del grano è stata una delle prime grandi campagne propagandistiche del regime fascista, enfatizzando l'importanza dell'autosufficienza agricola per la stabilità economica nazionale e l'indipendenza politica.
La campagna fu proclamata il 20 giugno 1925. Essa portò alla costituzione del Comitato permanente del grano. Gli interventi sostennero la selezione dei semi; l'incremento dell'uso dei fertilizzanti e della meccanizzazione; ed il sostegno ai prezzi, con l'introduzione di un dazio sul grano importato. Furono sostenute le strutture pubbliche (ad esempio le cattedre ambulanti di agricoltura ed i Consorzi agrari rivestirono un ruolo fondamentale per la diffusione dei mezzi e della cultura agricola). Vennero ottenuti risultati produttivi importanti. Aumentarono la superficie coltivata a grano (grazie al sostegno ai prezzi che favorì la cerealicoltura anche in aree marginalmente idonee; alle bonifiche; alla distribuzione delle terre incolte ed all'espropriazione dei latifondi scarsamente utilizzati a favore della creazione di piccole proprietà più efficienti). La produttività per ettaro crebbe del 20% in media, soprattutto grazie all'aumento dell'uso di fertilizzanti. D'altra parte, l'espansione della cerealicoltura comportò un declino relativo delle produzione agricole più specializzate e a maggiore valore aggiunto.

### Bonifica integrale

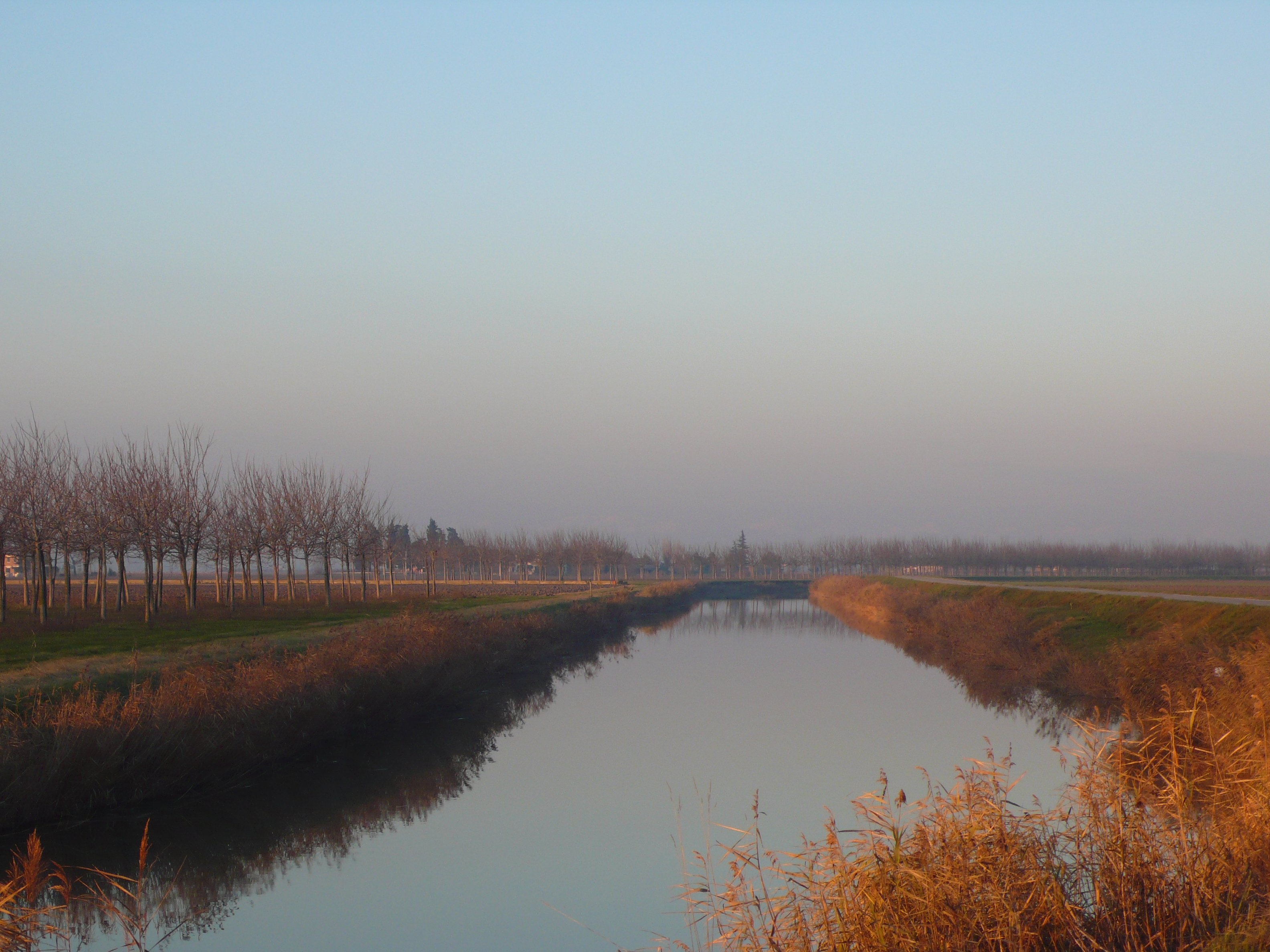
Foto di campagna di Eraclea, da cui si nota l'impronta della bonifica.

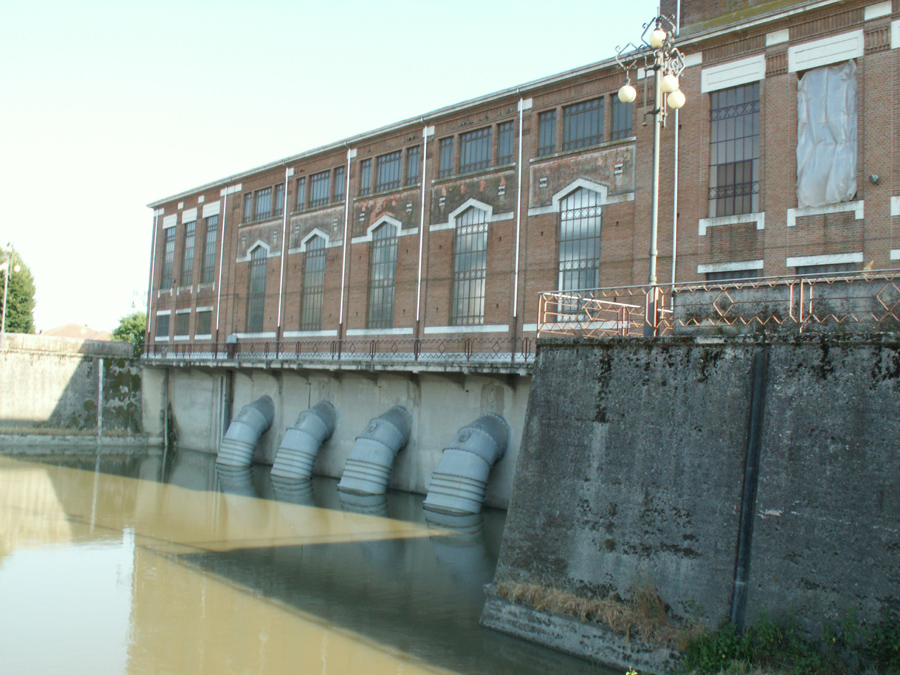
Bonifica Parmigiana Moglia - Collettori per le idrovore dell'impianto di sollevamento

ll 30 dicembre 1923 (legge n 3256), fu approvata una nuova legge di bonifica. Questa legge mirava a riformare completamente il processo di bonifica avviato in epoca precedente, ampliandolo oltre il semplice drenaggio delle terre, includendo la gestione dei corsi d'acqua, la produzione di energia, il miglioramento dell'irrigazione, lo sviluppo delle reti stradali e della navigazione fluviale, la fornitura di acqua potabile e la lotta contro la malaria. L'idea di questo approccio integrato derivava da anni di proposte di esperti, tra cui l'ingegnere Angelo Omodeo e l'agronomo Arrigo Serpieri. Nel maggio 1924, Serpieri, nominato Segretario all'Agricoltura, emanò un decreto che integrava queste idee, minacciando i proprietari terrieri assenteisti con l'esproprio delle terre per incoraggiare le compagnie finanziarie a investire in grandi progetti di sviluppo.
Tuttavia, i fondi stanziati non erano sufficienti per coprire tutte le spese necessarie per un programma così grande, che intendeva coprire oltre il 10% delle terre agricole e forestali. Il mercato finanziario riuscì a fornire solo parte dei fondi necessari, perché anche l'industria aveva bisogno di risorse per la ricapitalizzazione e la riorganizzazione dovute alla politica deflazionistica.
Furono fondati i consorzi di bonifica gestiti e finanziati dallo Stato, attivi sia nella bonifica di aree paludose e malariche che per la gestione del patrimonio silvo-pastorale. Nel 1924 cominciarono i primi lavori di bonifica nell'Agro Pontino, con l'istituzione del Consorzio di Bonifica di Piscinara che avviò la canalizzazione delle acque del bacino del fiume Astura. Nel 1926 fu varato un regio decreto che istituì due consorzi: il preesistente Consorzio di Piscinara, che venne esteso su tutti i terreni a destra della linea Ninfa-Sisto, su un'area di 48.762 ettari e a sinistra della linea; ed il Consorzio di Bonificazione dell'Agro Pontino (26.567 ettari), un'area relativamente inferiore, ma costituita dai territori siti sotto il livello del mare e quindi dove la bonifica fu maggiormente complessa. Negli stessi anni vennero creati consorzi di bonifica e dato il via ai lavori anche in Emilia, Romagna, Veneto e Friuli.
Società come Comit e Credit pianificarono importanti progetti idro-geologici nella Sila calabrese, in Sicilia e in Sardegna, che avrebbero potuto trasformare economicamente queste aree. Tuttavia, i proprietari terrieri del sud opposero resistenza, portando a un decreto nel novembre 1925 che aboliva la clausola di esproprio e dava ai proprietari terrieri maggiore controllo sui contratti. Questa resistenza ostacolò gli aspetti più innovativi dei progetti di bonifica, e contribuì ad alimentare la diversa traiettoria tra l'agricoltura del nord e quella del sud.
La legge Mussolini del 1928 (n. 3134 legge sulla bonifica integrale) mirò a superare l'influenza dei latifondisti sui Consorzi: tutti i terreni improduttivi o abbandonati furono espropriati di circa due terzi, permettendo il passaggio di gran parte delle aree bonificate sotto il controllo diretto dello Stato, che lo delegò all'Opera Nazionale Combattenti (ONC) insieme alla gestione di tutti i progetti e lavori di bonifica. La legge aumentò anche il finanziamento pubblico alle bonifiche.Nel 1929, le banche avevano già prestato oltre 1170 milioni di lire per questi progetti, aggravando una situazione finanziaria già difficile a causa della stretta creditizia e dell'aumento dei tassi di interesse.
Venne nominato responsabile unico dell'ONC il conte Valentino Orsolini Cencelli, a cui viene data carta libera e pieni poteri d'intervento con l'obbiettivo di espropriare i terreni improduttivi e consegnarli, in lotti, a piccoli proprietari. Egli si trova quindi a dover combattere i grandi possidenti, che avevano buoni agganci al Ministero dell'agricoltura e delle foreste. 
Entro il 1934, la maggior parte dei fondi pubblici per la bonifica erano stati utilizzati e Serpieri, insieme al ministro Giacomo Acerbo, fu rimosso dall'incarico dopo aver proposto una legge (n. 215 del 1933) per espropriare i proprietari terrieri assenteisti. Quando lo Stato stava per concludere il suo programma di bonifica tra il 1933 e il 1934, e quando, come aveva avvertito Serpieri, il problema urgente era quello di avviare la trasformazione agricola da parte dei proprietari privati, questi ultimi e le imprese capitalistiche si ritirarono dal supportare questi progetti. Così la responsabilità finanziaria per il progetto di bonifica integrale fu lasciata allo Stato, che finì per intraprendere un ambizioso programma di opere pubbliche a vantaggio dei grandi proprietari terrieri del paese. Ciò ebbe un impatto molto limitato sulla produttività agricola complessiva, sebbene essa portò a un notevole aumento della superficie di terre bonificate, tre quarti delle quali situate al Nord.
Mussolini sostituì Cencelli nel 1935 con Araldo di Crollalanza. Dal 1926 al 1937 la bonifica dell'Agro Pontino furono impiegate 18.548.000 giornate-operaio, per il prosciugamento delle paludi, la costruzione dei canali e l'azione di disboscamento delle foreste.

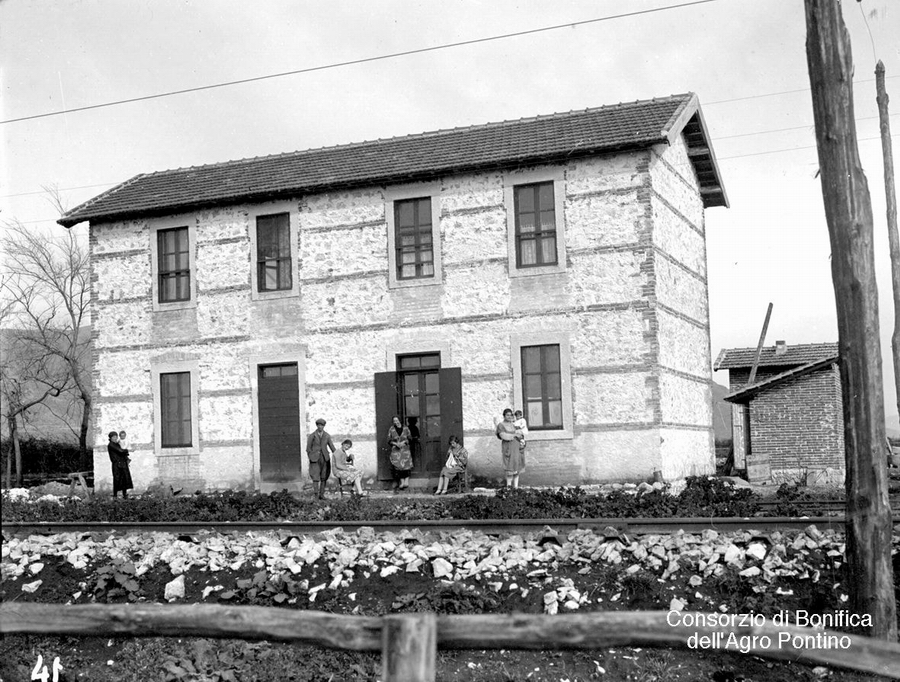
Edificio rurale della bonifica dell'Agro Pontino.

Tra il 1938 ed il 1942 ebbe luogo la seconda fase della bonifica integrale: luoghi interessati in questo periodo furono la Sicilia, la Puglia e la Campania, regioni nelle quali le opere di bonifica andranno avanti anche durante l'arco della guerra. Solo nel 1940, quando ormai era troppo tardi per apportare cambiamenti significativi contro la resistenza dei latifondisti, furono presi provvedimenti per limitare il potere dei proprietari terrieri del sud attraverso la creazione di un'Autorità per la Coltivazione dei Latifondi Siciliani.
Anche le aree montane furono oggetto di provvedimenti e trasformazioni che segnarono profondamente il territorio italiano. Con il Regio Decreto Legge n. 3267 (Riordinamento e riforma della legislazione in materia di boschi e di terreni montani) il governo fascista decise di incentivare il rimboschimento delle zone montane, praticamente a spese dello Stato. Questa normativa prevedeva sanzioni molto severe per i proprietari dei fondi "vincolati" che non si fossero adeguati alle nuove disposizioni: l'occupazione temporanea dei loro terreni e addirittura l'espropriazione (art. 76).. In questi anni, un po' in tutta Italia, nacquero pinete che permangono fino ai nostri giorni, come a Pietragavina, Le Cesine, Gualdo Tadino e Morgongiori.
Nel complesso le opere di bonifica integrale realizzate dal governo fascista riguarderanno in totale circa sei milioni di ettari di terreno. Solo il 58% dei lavori di bonifica iniziati vennero completati, e solo il 32% dei progetti di irrigazione fu portato a termine. Questo parziale insuccesso è attribuibile sia alla crisi economica del 1929 sia alla costosa campagna coloniale in Abissinia del 1935-36. Inoltre, i grandi proprietari terrieri spesso evitarono di pagare le quote dovute ai consorzi di bonifica o trasferirono i costi di miglioramento sui loro affittuari. Le bonifiche interessarono soprattutto le regioni dell'Italia centro-settentrionale. Nel Mezzogiorno, la resistenza dei proprietari terrieri e i loro deboli investimenti rallentarono lo sviluppo dei lavori, impedendo la formazione di una piccola proprietà contadina intraprendente, come previsto dalle politiche governative. Nella maggior parte del mezzogiorno il valore complessivo della produzione agricola diminuì tra il 1929 e il 1939.

### Colonizzazione

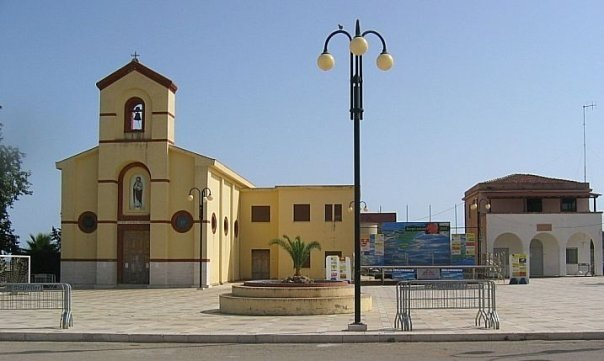
Borgo Bonsignore, in Sicilia, oggi

Sin dall'epoca liberale sono esistite politiche per favorire l'insediamento stabile di famiglie rurali, provenienti principalmente dal Nord Italia, in alcune aree del Centro-Sud e nei possedimenti coloniali africani. Il cosiddetto ruralismo era visto come un antidoto ai problemi della società moderna urbana e industriale, e un mezzo per sfruttare la fertilità delle terre incolte in Italia e nei territori d’oltremare. In epoca liberale le politiche di colonizzazione interna furono limitate a incentivi fiscali per gli insediamenti, senza programmi di ampio respiro.
Sotto il fascismo, queste politiche assunsero un carattere esplicitamente demografico, soprattutto dopo il discorso dell’Ascensione di Mussolini nel 1927, che enfatizzava la necessità di ‘ruralizzare’ l’Italia e pianificare ogni aspetto della vita economica e sociale. Il discorso portò alla ripresa dei progetti di colonizzazione contadina, sia interna che esterna. Nei primi anni del regime, le politiche si limitarono a interventi specifici come il testo unico sulle bonifiche idrauliche del 1923 e la legge sulle trasformazioni fondiarie del 1924, ma non furono adottate misure sistematiche per il popolamento delle aree incolte. Sul finire degli anni Venti, il regime iniziò a regolamentare gli spostamenti di popolazione e avviò una campagna ruralista, ridefinendo i programmi di colonizzazione sia in Italia che nelle colonie africane.
Le leggi sulla bonifica integrale (1928 e 1933) e sul latifondo siciliano (1940) furono fondamentali per avviare programmi di colonizzazione interna. La legge sul latifondo siciliano prevedeva la costruzione di 20.000 case coloniche e numerosi borghi rurali. Durante gli anni '30, tali programmi portarono al trasferimento di circa 10.000 famiglie (81.000 persone) dalle pianure sovraffollate del Veneto, della Romagna e della Lombardia verso le terre del Centro-Sud. Questo insediamento mirava sia a valorizzare l'agricoltura che a controllare socialmente i coloni, riducendo il rischio di insurrezioni antifasciste. Inoltre, furono create molte cittadine e villaggi rurali per supportare queste nuove comunità con una rete di servizi.
Negli anni '20, il governo istituì il Comitato Permanente per le Migrazioni Interne (CPMI), poi divenuto Commissariato per le Migrazioni e la Colonizzazione Interna (CMCI), per gestire i trasferimenti di lavoratori e famiglie dalle province del Nord a quelle del Sud Italia. Inoltre, furono implicati enti pubblici come l'Opera Nazionale Combattenti (ONC) e l'Ente Ferrarese di Colonizzazione, finanziati dallo Stato per realizzare progetti di bonifica e colonizzazione. Questi enti adattarono le terre bonificate per creare piccole proprietà agricole, con l'obiettivo di formare una classe di piccoli coltivatori autonomi.
Il forte intervento statale portò a realizzazioni significative in diverse aree. Tra il 1932 e il 1939, nell'Agro Pontino e Romano furono appoderati 55.000 ettari di terreno, costruite cinque nuove cittadine e 17 borghi rurali, e trasferite 2.953 famiglie (circa 29.000 persone) principalmente dal Veneto e dall'Emilia Romagna. In Sardegna, tra il 1928 e il 1938, vennero fondati i centri rurali di Mussolinia (oggi Arborea), Fertilia e il centro minerario di Carbonia. Nel Tavoliere di Puglia, furono creati tre borghi rurali (Borgo La Serpe, Siponto, Tavernola), mentre l’ONC finanziò la costruzione di altre quattro cittadine. In Basilicata gli interventi riguardarono i comprensori di bonifica del Basso Volturno, del Destra Sele, e in Calabria di Sibari e di Sant’Eufemia.
In Sicilia i risultati furono molto più limitati a causa degli insufficienti investimenti, la resistenza dei latifondisti e l'inizio della guerra. Questi fattori portarono al tentativo di un'accelerazione che la propaganda di regime denominò "assalto al latifondo" e che produsse la legge 2 gennaio 1940, che rafforzava precedenti disposizioni di riforma agraria, alla nascita dell'Ente di Colonizzazione del Latifondo Siciliano, al fine di realizzare nella campagna siciliana "una serie di opere infrastrutturali di bonifica, ma soprattutto tendente a coinvolgere la vecchia rendita in un processo di trasformazione della struttura dell'agricoltura siciliana in senso imprenditoriale e produttivistico, a frantumare la realtà economica e sociale del latifondo, con l'appoderamento dello stesso".
Nonostante il programma vantasse un efficace controllo e gestione dei flussi migratori, emersero vari problemi. Sebbene le famiglie colonizzatrici dovessero avere determinati requisiti (origine rurale, lealtà al regime, ecc.), anche individui senza queste caratteristiche vennero trasferiti, inclusi criminali. Molti coloni non riuscirono ad adattarsi e tornarono alle loro terre d'origine. Sebbene il programma di colonizzazione fascista fu più ampio di quello dell'epoca precedente, i risultati quantitativi furono limitati rispetto alle ambiziose enunciazioni programmatiche e alla propaganda che li sosteneva (i coloni interni furono 81,000 persone contro un milione e mezzo di emigrati verso l'estero tra il 1929 e il 1940). La quantità di terre incolte era inferiore al previsto, specialmente al Sud; e la completa valorizzazione agraria richiedeva ingenti risorse e tempi lunghi, rendendo necessari interventi per incrementare anche il settore industriale per trasformare l'economia e assorbire l'eccesso di popolazione agricola.

### Istituzioni pubbliche e consorzi agrari

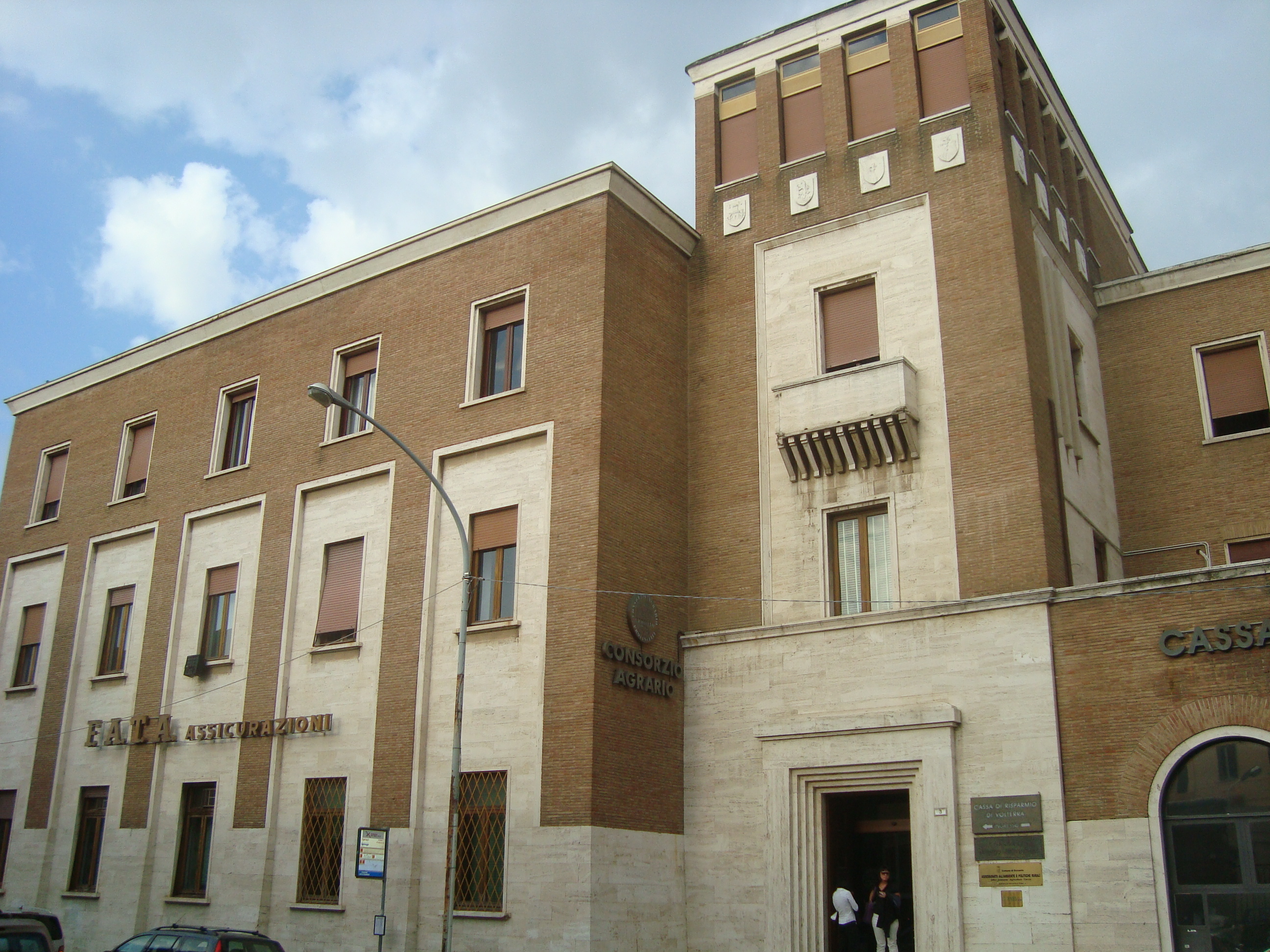
Il Consorzio agrario provinciale di Grosseto.

Le istituzioni create durante il periodo liberale per sostenere lo sviluppo agricolo furono utilizzate, soprattutto a partire dagli anni 30, come terminali periferici degli ordini delle autorità centrali. Questo era particolarmente vero per gli istruttori itineranti, che furono completamente eliminati nel 1935 quando furono istituiti gli uffici agricoli provinciali sotto il Ministero dell'Agricoltura.
I consorzi agrari (Federconsorzi) sopravvissero e furono molto attivi negli anni '20.Essi offrivano un credito agrario senza interessi per gli acquisti di sementi, concimi, macchine agricole, antiparassitari, bestiame e tutto ciò che era necessario all'attività produttiva agricola.
In seguito, i Federconsorzi furono posti sotto il controllo governativo (nonostante le controversie su questa mossa) e contribuirono alla politica di ammassi delle scorte agricole, che divenne legge nel 1936. Si trattava in questo caso di raccogliere tutti i prodotti primari per l'alimentazione nelle strutture d'immagazzinamento dei Consorzi agrari per favorire una maggiore razionalizzazione ed efficienza nel settore e mantenere la nazione pronta in caso di necessità, trasformando più facilmente l'economia civile in economia di guerra. Inoltre, in quanto strumento di concentrazione delle produzioni, i Consorzi agrari garantivano agli agricoltori, in specie ai piccoli proprietari, una maggiore forza contrattuale nei rapporti con i trasformatori e i distributori: la struttura dei Consorzi, rappresentante infatti allo stesso tempo lo Stato, la comunità degli agricoltori nel suo complesso e l'intera riserva di prodotti primari, garantiva una posizione di preminenza dei soggetti produttivi (gli agricoltori) svolgendo un ruolo di deterrente nei confronti di intermediari e speculatori.
Nel 1935 si verificò il primo ammasso volontario del grano: in questa occasione i Consorzi agrari raccolsero 12 milioni di quintali di grano, mentre nel 1938 ne vennero ammassati 40 milioni di quintali per le esigenze autarchiche.
Il 30 maggio 1932, con legge n.752, venne costituito l'Ente Finanziario dei Consorzi Agrari, per agevolare l'assetto finanziario dei Consorzi stessi; mentre con il regio decreto legge del 5 settembre 1938 e la legge del 2 febbraio 1939 vennero costituiti di Consorzi Agrari Provinciali, che univano i compiti e le funzioni di Consorzi agrari e della Federazione, subendo una razionalizzazione che li riduceva da 196 a 94 (uno a provincia).
Nel 1921 fu fondata la Banca Nazionale dell'Agricoltura per migliorare le facilitazioni di credito nel settore agricolo; nel 1927 fu approvata una nuova legge sul credito agricolo che, sebbene non soddisfacesse completamente gli agricoltori, rappresentò un notevole miglioramento rispetto al passato.
Nel 1925 fu creata l'Organizzazione Utenti Macchine Agricole e nel 1926 la Federazione Agricola delle Cooperative Italiane di Esportazione.

### Sbracciantizzazione

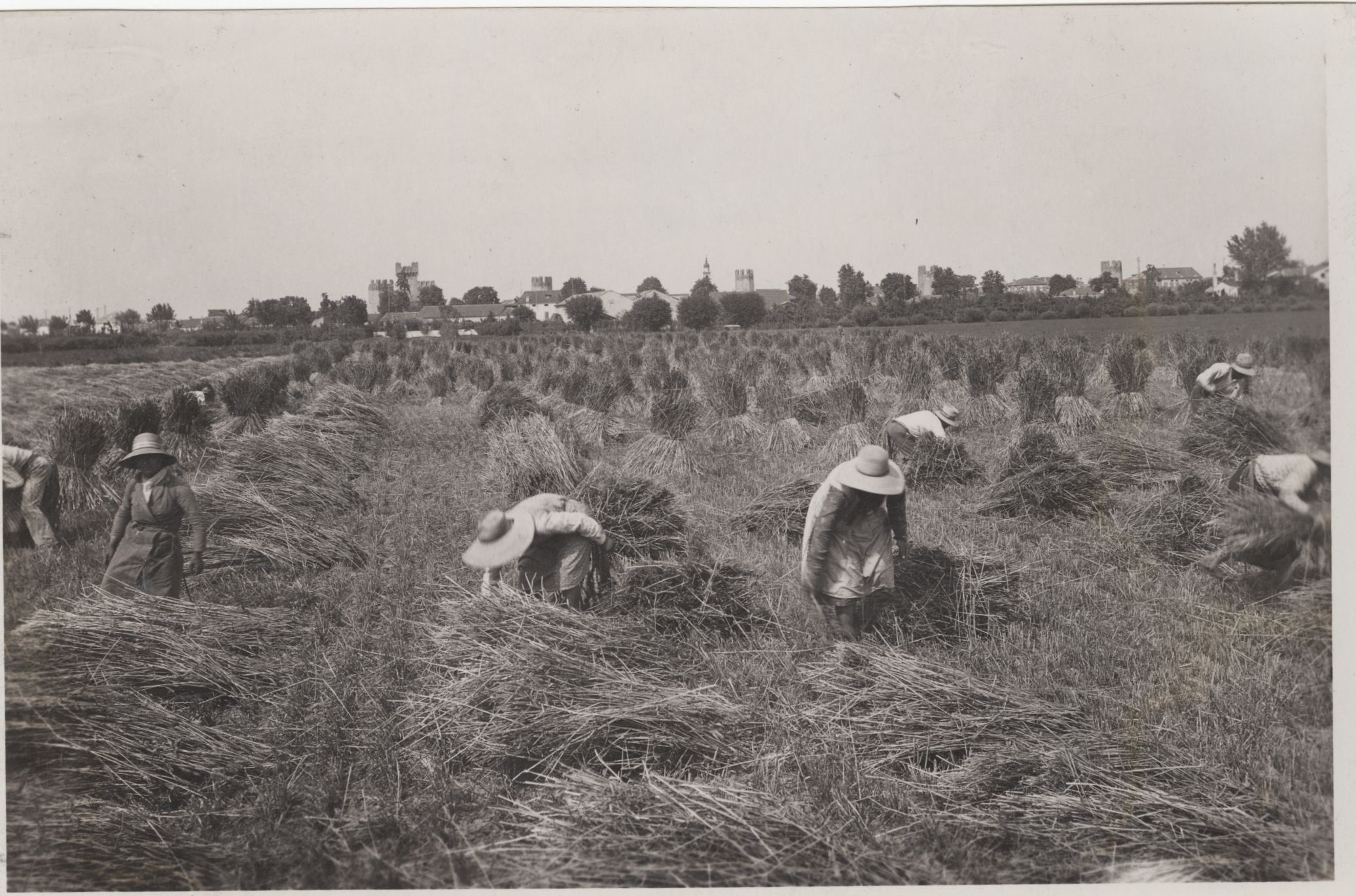
Raccolto del grano, 1940.

La crisi agricola economica generale della fine degli anni 20 e la specializzazione cerealicola produssero un eccesso di manodopera nelle campagne, specialmente al nord. Questa era una forza lavoro socialmente instabile che non poteva essere assorbita dalle aziende agrarie capitaliste del nord, già in difficoltà. Il Gran Consiglio del Fascismo lanciò la politica di "sbracciantizzazione" il 25 marzo 1930. Questa politica era parte della colonizzazione interna iniziata nel 1926 e formalmente perseguiva la diffusione della piccola proprietà. Puntava a spostare lavoratori disoccupati, piccoli proprietari non autonomi, affittuari, mezzadri e operai disoccupati dal Nord al Sud Italia. D'altra parte, nel Sud il blocco dell'emigrazione interna e le politiche rurali del regime avevano già contribuito a un rapido aumento della popolazione tra il 1921 e il 1931.

### Corporativismo
Anche in agricoltura venne introdotta la legislazione fascista sul lavoro:
- Legge sindacale n. 563 del 3 aprile 1926, sulla disciplina giuridica dei rapporti di lavoro;
- la Carta del Lavoro;
- la legge sindacale n. 100 del 30 aprile 1927, relativa allo Stato corporativo;
- la legge n. 163 del 5 febbraio 1934, riguardante costituzione e funzioni delle Corporazioni.[21]

Nel 1922 a fianco di Confagricoltura venne creata la fascista FISA (Federazione Italiana dei Sindacati Agricoli), mentre nel 1926, a seguito della nuova legislazione sindacale e del lavoro, venne creato l'Ente Nazionale Fascista per la Cooperazione, con il quale le cooperative vennero inquadrate dell'ordinamento corporativo: le due associazioni vennero riunite nella Confederazione Nazionale Fascista degli Agricoltori (CNFA) (alla quale aderiva anche la Federazione Italiana dei Consorzi Agrari), organizzando quindi il comparto agricolo secondo questo schema:
- Confederazione nazionale dei Sindacati fascisti dell'agricoltura, composta da: Federazione nazionale dei sindacati fascisti dei tecnici agricoli (laureati, periti, diplomati ecc.); Federazione nazionale dei sindacati fascisti dei piccoli coltivatori diretti, a sua volta suddivisa in: Federazione nazionale dei sindacati fascisti dei coloni e mezzadri; Federazione nazionale dei sindacati fascisti degli impiegati delle aziende agricole e forestali; Federazione nazionale dei sindacati fascisti dei salariati e braccianti; Federazione nazionale dei sindacati fascisti dei pastori; Federazione nazionale sindacati fascisti delle maestranze boschive e forestali.
- Confederazione nazionale fascista degli agricoltori, formato da: Sindacato fascista dei conduttori; Sindacato fascista dei coltivatori diretti; Sindacato fascista dei proprietari di terre affittate.[18]

Nel 1934, con la costituzione dello Stato corporativo, la CNFA venne sostituita dalla CFA (Confederazione Fascista degli Agricoltori), appunto inserita nello schema corporativo delle attività produttive italiane.

### Gestione del mercato agricolo nazionale
Dopo la formazione del primo governo Mussolini nel 1922, le condizioni del mercato agricolo italiano non cambiarono drasticamente, ma vi fu un significativo aumento delle esportazioni, grazie al miglioramento delle comunicazioni e alla normalizzazione dei traffici post-bellici. Tuttavia, la politica deflazionistica di "Quota Novanta" dal 1926 e la riconversione produttiva verso l'autosufficienza portarono a una contrazione delle importazioni alimentari e a una diminuzione delle esportazioni, che scesero del 30% tra il 1927 e il 1928. Le esportazioni di frutta e legumi ottennero buoni risultati, mentre altri prodotti come i cereali ebbero un andamento più stabile. Il governo fascista cercò di potenziare le infrastrutture portuali e ferroviarie per sostenere il commercio, ma la rivalutazione del debito e la "battaglia del grano" influirono negativamente sulle coltivazioni specializzate.
Il mercato interno visse una fase altalenante. Dal gennaio 1923, il governo smantellò il sistema annonario di guerra, mantenendo solo alcune norme contro l’accaparramento e sull’indicazione dei prezzi. Questa liberalizzazione voluta dal Ministro delle Finanze De Stefani si scontrava con la visione del Ministro dell'Industria e Commercio Teofilo Rossi, che preferiva interventi sui prezzi gestiti localmente. Nel 1924, un decreto affidò alle Camere di Commercio la vigilanza sui prezzi e creò il Comitato Centrale Annonario per controllare gli aumenti. Nonostante queste misure, la domanda di beni alimentari pro capite diminuì significativamente nel periodo fascista, aggravata dal calo dei consumi e dalla crisi economica degli anni Trenta. Molte terre che erano passate ai contadini dopo la guerra tornarono ai vecchi proprietari o furono acquistate da imprenditori.
Per alleviare le tensioni, il governo fascista operò generalmente per accrescere l'influenza statale (e quindi del Partito Nazionale Fascista) sul mercato interno. Come negli altri settori industriali, l'apparato corporativo e statale intendeva sostituirsi alle associazioni e sindacati pre-esistenti. Nel 1921 esistevano circa 7 000 cooperative al consumo: con il sostegno delle amministrazioni locali, esse permettevano l’accesso ai beni di consumo ad una estesa fascia sociale. Nella fase di avvento del fascismo, le sedi delle cooperative vennero assaltate. Successivamente, provvedimenti legislativi smantellarono la rete d cooperative e la sostituì con un fittizio Ente nazionale della Cooperazione (1926). La Confederazione nazionale dei Commercianti (costituita pure nel 1926) venne invece resa l'unica responsabile del rilascio di licenze ai commercianti: si adoperò per sostituire rapidamente un gran numero di commercianti specie di beni alimentari.
Negli anni Trenta, una crescente porzione di distribuzione alimentare venne affidata alle sezioni dell'Opera Nazionale del Dopolavoro. Il numero di imprese commerciali nel settore agro-alimentare diminuì drasticamente a causa delle precarie condizioni del credito. I consumi alimentari pro capite calarono significativamente, con una riduzione del potere d'acquisto. Il governo intervenne regolamentando lo scambio mercantile e cercando di eliminare gli sprechi. Vennero creati mercati all’ingrosso e introdotti comitati per monitorare i prezzi. Nonostante alcuni tentativi di stabilizzazione, il declino delle esportazioni e la necessità di autosufficienza alimentare accentuarono le difficoltà del settore agricolo.
Durante i primi anni della guerra, i consumi alimentari degli italiani diminuirono drasticamente a causa delle difficoltà del mercato agricolo. Crollarono i consumi di frumento, legumi, frutta e vino, mentre aumentarono i consumi di alimenti "poveri" come riso e patate. La situazione economica peggiorò con l'aumento del costo della vita, che nel 1943 era dodici volte superiore rispetto al 1913. Le misure di razionamento e controllo dei prezzi introdotte dal governo non riuscirono a migliorare significativamente la situazione, portando a una dipendenza quasi totale dalla Germania per le importazioni.

## Risultati economici e trasformazioni sociali

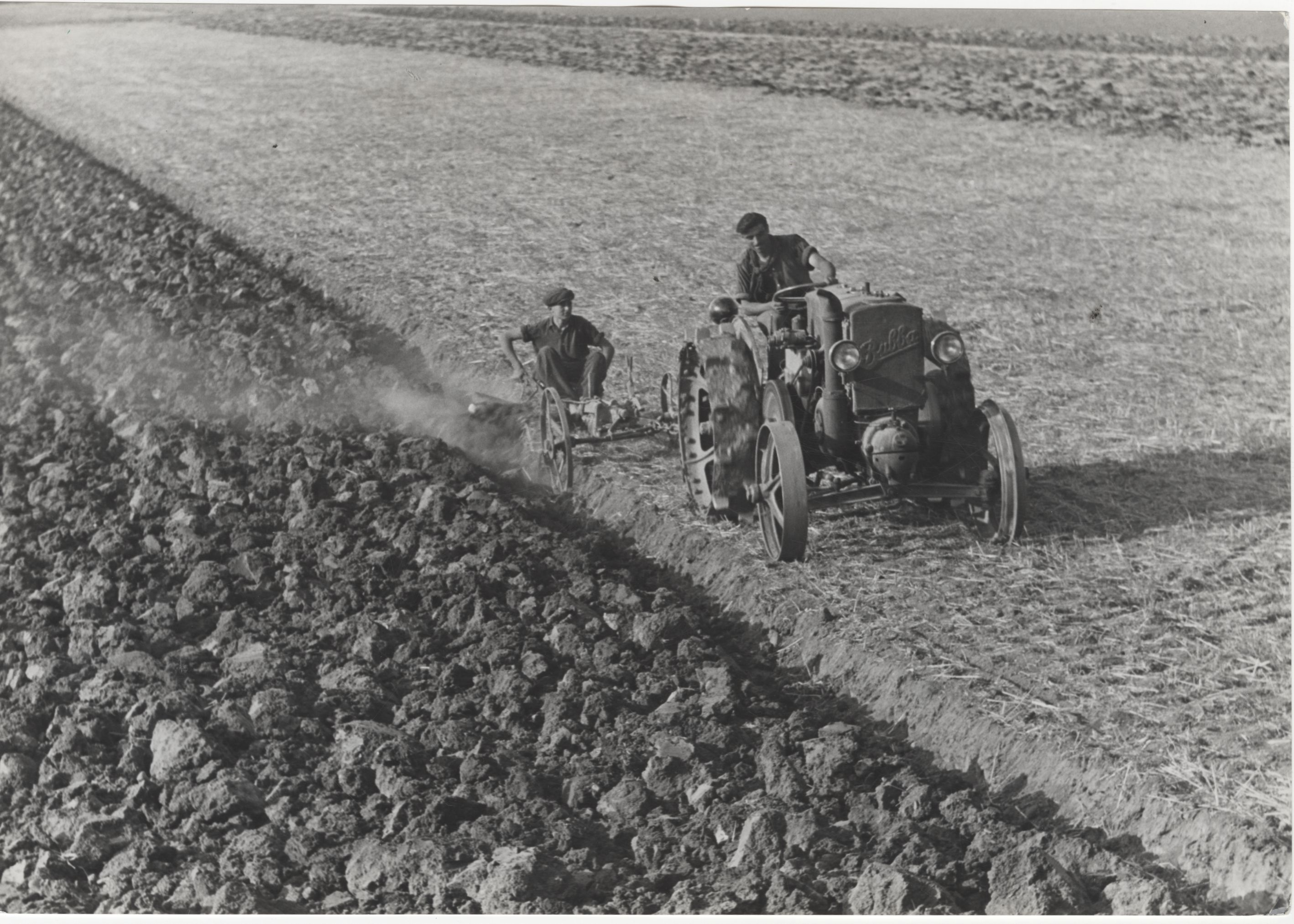
Aratura, 1940.

Nel breve periodo, la politica agraria del governo fascista ottenne risultati positivi. Entro il 1927, la produzione agraria superò la contrazione provocata dalla rivalutazione della lira del 1926. Gli investimenti pubblici permisero ai settori industriali legati alla produzione di fertilizzanti e impianti di lavorazione di superare rapidamente le difficoltà causate dalla stabilizzazione monetaria. Le importazioni di grano all’estero si ridussero dell'80% tra il 1925 e il 1940, migliorando sensibilmente la bilancia commerciale.
D'altro canto, nel lungo periodo,  la "battaglia del grano" ostacolò lo sviluppo di un'agricoltura intensiva e diversificata. In molte province, la produzione di colture più pregiate e redditizie, come foraggi, ortofrutticoli e allevamento, fu sostituita dalla cerealicoltura, favorita anche dal ripristino del dazio sul grano nel 1926. Nonostante gli sforzi, il fabbisogno interno di frumento non fu completamente soddisfatto.
La crisi del 1929 ebbe effetti negativi sui prezzi agricoli. Mentre i produttori agricoli beneficiarono dei prezzi protetti del grano, i consumatori dovettero affrontare prezzi più alti a causa delle tariffe doganali e dell'esclusione dei cereali americani più economici. Inoltre, l'offerta di carne e frutta non era adeguata, aggravando la situazione per i consumatori. Per effetto combinato del rialzo dei prezzi, della compressone dei salari e del blocco dell'emigrazione dalle campagne alla città, durante il periodo fascista, la domanda di beni alimentari pro capite diminuì significativamente, con una riduzione dei consumi di cereali, riso, frutta, vino e olio tra il 1921 e il 1940.
Nel caso del meridione, negli anni successivi al 1925-1926, la politica economica fascista, la grande depressione internazionale e l'esplosione del protezionismo con restrizioni sull'emigrazione peggiorarono drasticamente le condizioni economiche. La produzione agricola del Sud ne soffrì particolarmente, soprattutto in assenza di uno sviluppo industriale e a causa della rapida crescita della popolazione. La politica autarchica del governo danneggiò notevolmente il Sud, riportandolo a condizioni iniziali peggiori rispetto a quelle del 1861. La preferenza per la coltivazione estensiva e i trattati commerciali con la Germania negli anni '30, in un contesto di riduzione del commercio internazionale, sacrificarono gli interessi economici del Sud, devastando i suoi settori agricoli più avanzati e sacrificando le colture da esportazione di alto valore.
Su scala nazionale, la percentuale di lavoratori senza terra diminuì (nel 1921 erano il 44%, ridotti al 28% nel 1936). Questo calo fu in parte dovuto all'aumento dei coltivatori diretti, reso possibile dall'inflazione che alleviò i debiti e aumentò il valore dei prodotti agricoli fino al 1926. Questo profondo cambiamento favorì il reclutamento di una grande base di sostegno per il fascismo nelle province rurali. Durante la crisi degli anni Trenta, molti dei terreni che erano stati assegnati ai contadini dopo la guerra tornarono ai vecchi proprietari, che li ricomprarono a prezzi vantaggiosi, o finirono nelle mani di imprenditori e professionisti.
Tuttavia, i maggiori beneficiari delle politiche fasciste furono i grandi produttori e affittuari. Questi trassero vantaggio dai minori costi di produzione, dalle migliori condizioni di accesso al credito agricolo e da un sistema fiscale che tassava meno i redditi più alti rispetto a quelli più bassi fino alla metà degli anni '30. Successivamente, il governo fascista introdusse un'imposta straordinaria immobiliare e un prestito forzoso sulla proprietà fondiaria.
I braccianti agricoli non videro molti miglioramenti concreti nelle loro condizioni. I salari agricoli rimasero stagnanti anche nelle regioni settentrionali, per effetto prima delle politiche di riduzione dei costi per ribilanciare gli effetti della rivalutazione della lira, e poi per l'impatto della grande depressione. Durante gli anni '30 ci fu un'alta disoccupazione, parzialmente mitigata dalle politiche sociali e dal sostegno alla diffusione della piccola proprietà su terreni marginali o da bonificare.

### Fonti citate nelle note
- Alexander J. De Grand, Fascist Italy and Nazi Germany: the "fascist" style of rule, collana Historical connections, 2nd ed, Routledge, 2004, ISBN 978-0-415-33629-1.
- Castronovo, Valerio, Storia economica d'Italia. Dall’Ottocento al 2020., Einaudi, 2021.
- Reginaldo Cianferoni, Zeffiro Ciuffoletti, Leonardo Rombai, Storia dell'agricoltura italiana, Accademia dei Georgofili. Edizioni Polistampa, 2002.
- Renzo De Felice, Autobiografia del fascismo, Bergamo, Minerva Italica, 1978.
- Renzo de Felice, Mussolini il fascista, I, Torino, Einaudi, 1966.
- Felice E., Ascesa e declino: storia economica d'Italia, Il Mulino, 2015, ISBN 9788815325051.
- Antonio Pennacchi, Fascio e martello. Viaggio nelle città del Duce, Laterza, 2008.
- Preti, Domenico, Economia e istituzioni dello stato fascista, Editori Riuniti, 1980.
- Toniolo G. (a cura di), The Oxford handbook of the Italian economy since unification, Oxford University Press, 2013, ISBN 9780199936694.
- Zamagni Vera, The economic history of Italy : 1860-1990, Clarendon, 1993, ISBN 0-19-828773-9, OCLC 797436787.
- Zamagni, Vera, Introduzione alla storia economica d'Italia, Il Mulino, 2005, ISBN 9788815278869.

### Fonti primarie e ulteriori letture
- Arrigo Serpieri, La bonifica nella storia e nella dottrina, Bologna, 1948 (nuova edizione 1991, ISBN 8820634066)
- S. Rossini, La tutela dell'economia risiera nella politica corporativa, Milano, 1936.
- D. Brianta, Risicoltura e Fascismo negli anni della crisi: alle origini dell'Ente Nazionale Risi, Milano, 1983.
- L' organizzazione sindacale fascista dei lavoratori dell'agricoltura, 1934-1937, Confederazione fascista dei lavoratori dell'agricoltura, Roma, 1937.
- Fabio Bertini, La confederazione degli agricoltori dal 1930 alla repubblica di Salo', in Storia della Confagricoltura, a cura di S. Rogari, Bologna, il Mulino, 1999.
- Edmondo Rossoni, Direttive fasciste all'agricoltura, Roma, 1939.
- Ampia bibliografia sull'argomento, su retescat.com. URL consultato il 17 settembre 2010 (archiviato dall'url originale l'8 giugno 2010).
- Ferdinando Cordova, Verso lo Stato totalitario: sindacati, società e fascismo, Rubbettino.